# Martin Frýdek
Martin Frýdek (* 9. března 1969, Hradec Králové) je bývalý český fotbalista, reprezentant Československa a České republiky, držitel stříbrné medaile z mistrovství Evropy roku 1996 (nastoupil v zápase základní skupiny s Německem).
V reprezentaci odehrál celkově 37 utkání, z toho 8 v dresu federálního Československa a 29 za samostatnou Českou republiku. Dal 4 reprezentační góly, nejdůležitějším byl bezpochyby ten v kvalifikačním utkání v Bělorusku, který posunul český výběr na mistrovství Evropy 1996 do Anglie. V československé lize hrál za dva kluby: Spartu Praha a po svém návratu ze zahraničí za FK Teplice. Za Spartu odehrál 177 ligových utkání a dal 27 gólů, v Teplicích si připsal dalších 51 ligových startů a dva góly. Pokoušel se i o zahraniční angažmá, ale ani v Bayeru Leverkusen, ani v MSV Duisburg se neprosadil do základní sestavy. Své vrcholné období prožil jednoznačně ve Spartě (1990–1997), s níž se probojoval do semifinálové skupiny nultého ročníku Ligy mistrů a do čtvrtfinále Poháru vítězů pohárů. Památným je jeho gól v domácím zápase 2. kola Poháru mistrů evropských zemí s Olympiquem Marseille, tehdejším obhájcem trofeje, který Spartu posunul právě do semifinálové skupiny. V Lize mistrů UEFA si připsal celkem 18 startů, v Poháru vítězů pohárů 12 a v Poháru UEFA rovněž 12. V evropských pohárech dal celkem tři góly. Stal se se Spartou pětkrát mistrem republiky (1991, 1993, 1994, 1995, 1997), jednou vybojoval československý (1992) a dvakrát český pohár (1993, 1996). Po skončení hráčské kariéry se věnoval trenérské činnosti v nižších soutěžích, trénoval mimo jiné FK Kolín. Od května 2021 trénuje divizní SK Český Brod.